# Anthon Olsen
Anthon Olsen, född 14 september 1889 i Köpenhamn, död 17 mars 1972 i Gentofte, var en dansk fotbollsspelare.
Olsen blev olympisk silvermedaljör i fotboll vid sommarspelen 1912 i Stockholm.